# Eduardo Costa (homme politique)
Eduardo Costa né le 27 avril 1823 à Buenos Aires, mort le 13 juillet 1897, est un homme politique argentin, ministre de la Justice et de l'Instruction publique sous le gouvernement de Bartolomé Mitre.
Il est le fils de Braulio Costa, homme d'affaires et financier, partenaire des sociétés minières de Facundo Quiroga .
Il étudie au Collège municipal et obtient son diplôme d'avocat en 1847 à l' Université de Buenos Aires.
Après la bataille de Caseros, il retourne à Buenos Aires et rejoint le parti de Pastor Obligado et de Bartolomé Mitre, avec qui il se lie d'amitié.
Il posséde un ranch sur la côte du fleuve Paraná et, avec son frère Luis, ils fondent la ville de Campana. Le ranch familial offrait un paysage de montagnes exotiques, ce qui était un modèle de plantes endémiques rares pour l’époque.

## Biographie
Député provincial à plusieurs reprises puis ministre de l'Éducation, ainsi que ministre du gouvernement. Après la bataille de Pavón, le gouvernement de Bartolomé Mitre nomme Eduardo Costa ministre de la Justice.
En tant que ministre de la Justice, il réorganise la Cour suprême de justice et l'installation de tribunaux fédéraux dans toutes les capitales provinciales. Il crée les premiers registres d'état civil du pays.
En tant que ministre de l'Éducation, il crée les écoles nationales dans chaque province afin d'unifier idéologiquement les classes moyennes et supérieures du pays.
En 1868, il est nommé auditeur national de la province de Santa Fe après la révolution qui renversa le gouverneur Nicasio Oroño .
Il est député national entre 1870 et 1878 et candidat au poste de gouverneur du parti Mitre.
Il soutient la révolution de 1874, et après la défaite, ses privilèges parlementaires le sauvent de la prison, même s'il fut prudemment exilé à Rio de Janeiro pendant près d'un an.
Il soutient la politique de « conciliation » avec Adolfo Alsina et la candidature de Carlos Tejedor au gouvernement provincial. Il le nomme ministre du gouvernement et participe avec lui à la révolution de 1880. Cette deuxième défaite l'oblige à s'écarter de la politique pendant dix ans.
En 1890, il est ministre des Affaires étrangères sous Carlos Pellegrini, puis ministre de la Justice et de l'Éducation sous son successeur, Luis Sáenz Peña. Avec ce dernier, il est également auditeur fédéral dans la province de Santiago del Estero, puis ministre de l'Intérieur.
Son dernier poste est celui de procureur général de la Nation, qu'il occupera entre 1878 et 1890.
Il meurt à Buenos Aires ke 13 juillet 1897.